# ورویر سارگسیان
ورویر سارگسی سارگسیان (ارمنی: Վրույր Սարգսի Սարգսյան؛  زادهٔ ۲۷ دسامبر ۱۹۳۵) مهندس اهل ارمنستان است.

## زندگی‌نامه
وی در ۲۷ دسامبر ۱۹۳۵ در یغگنادزور به دنیا آمد و از دانشگاه ملی علوم کشاورزی ارمنستان فارغ‌التحصیل گشت. همچنین برندهٔ جوایزی همچون نشان آنانیا شیراکاتسی (۲۰۱۵) شده است. وی ساکن مسکو می‌باشد.

## یادداشت
1. ↑  տեխնիկական գիտությունների դոկտոր